# I Want to Know What Love Is (singel Mariah Carey)
I Want to Know What Love Is – drugi singel promujący dwunasty studyjny album Mariah Carey, Memoirs of an Imperfect Angel. Piosenka jest coverem utworu o tym samym tytule, wydanego w 1984 roku przez amerykański zespół Foreigner. Kompozytorem utworu jest Mick Jones.
Producentami wersji Carey została ona sama oraz Christopher "Tricky" Stewart i James "Big Jim" Wright. Premiera singla odbyła się 28 sierpnia 2009 r. o godzinie 6.00 w radio w Niemczech, a w godzinach popołudniowych w Wielkiej Brytanii. Do amerykańskich rozgłośni radiowych singel trafił 14 września 2009, a dzień później pojawił się w sprzedaży na iTunes.

## Informacje
14 sierpnia 2009 r. australijski magazyn "Rhyme & Reason" poinformował, iż Mariah Carey wraz z Christopherem "Tricky" Stewartem i Jamesem "Big Jim" Wrightem wyprodukowała cover utworu "I Want to Know What Love Is" na dwunasty studyjny album artystki "Memoirs of an Imperfect Angel". Później portal "Showbiz411" zamieścił informację, iż utwór ten został wybrany na drugi singel promujący album. Wiadomość ta została potwierdzona przez Carey na jej oficjalnej stronie.
Piosenka została wykorzystana w brazylijskiej telenoweli "Viver a vida".

## Recenzje
Wstępne recenzje krytyków były pozytywne, chwalono Mariah za stworzenie tej ballady w klasycznej wersji.
Australijski magazyn "Rhyme & Reason" ocenił utwór tak: "[Carey pozostała] wierna oryginałowi, jednak jej wersja w kwestiach pianino przypomina mniej dźwięki lat 80., przez co utwór jest skromniejszy, ale jest to imponujący cover".
Brytyjski Daily Star ocenił utwór 5/5 " z uwagi na wspaniałe połączenie Mariah z chórem gospel i niepowtarzalny klimat. To jest świetna przeróbka". Los Angeles Times uznał iż "cover znanej ballady jest bezpiecznym wyborem. Jest to wygodny plan awaryjny po wydanym "Obsessed" na pierwszy singel, któremu daleko do miana hitu. Będzie to niewątpliwie hit, jednak nie daje on przekonania do 'Niedoskonałego Anioła'. Prawdziwy/ nieprawdziwy spór Carey z Eminemem wywołał duże zamieszanie wokół Carey co wydaje się w połączeniu z coverem hitu przemyślanym i opłacalnym zabiegiem powrotu na znany teren".
Entertainment Weekly wyraził bardzo pozytywną opinię pisząc: "Mariah + chór gospel + "I Want to Know What Love Is" = Ekstaza"

## Promowanie
Carey po raz pierwszy wykonała utwór podczas swoich koncertów Live At The Pearl w Las Vegas, które miały miejsce 11 i 12 września 2009 r.
Następnie w dniu 18 września 2009 wystąpiła w programie The Oprah Winfrey Show, gdzie wykonała piosenkę na żywo. 2 października 2009 artystka pojawiła się w programie The Today Show aby promować, tam również wykonała m.in. "I Want to Know What Love Is". Tego samego dnia został pokazany odcinek programu The Viev, w którym to gościem była Mariah Carey, artystka oprócz udzielenia wywiadu, wykonała także singel. W dniach 9 i 10 października 2009, Carey zagrała ponownie koncerty Live At The Pearl w Las Vegas, singel ten ponownie znalazł się wśród wykonywanych utworów.

## Remix
W rozmowie z magazynem Rap-Up, producent Christopher "Tricky" Stewart opowiedział o pracach nad remixową wersją albumu Memoirs of an Imperfect Angel. Producent ma zamiar zająć się remixem do utworu "I Want to Know What Love Is" o czym poinformował mówiąc: "Mam zamiar przyśpieszyć jego tempo. Postaram się zrobić z niego coś innego. Dodam do niego bit i jeśli remix będzie wymagał gościnnego udziału, wówczas chwytam za telefon i sprowadzam właściwą osobę, z którą będę chciał współpracować. W tym celu użyję mojego organizera".

## Teledysk
Teledysk do singla kręcono we wrześniu 2009 r. w Nowym Jorku. Reżyserem klipu został Hype Williams.

## Lista i format utworów
Europa CD singel
1. "I Want to Know What Love Is" (wersja albumowa) – 3:27
2. "Obsessed" (Cahill Club Edit) – 6:21

## Data wydania
| Region            | Data              | Format           | Wytwórnia       |
| ----------------- | ----------------- | ---------------- | --------------- |
| Europa            | 28 sierpnia 2009  | Radio Premiera   | Universal Music |
| Europa            | 14 września 2009  | Digital download | Universal Music |
| Stany Zjednoczone | 14 września 2009  | Airplay          | Island Records  |
| Stany Zjednoczone | 15 września 2009  | iTunes download  | Island Records  |
| Stany Zjednoczone | 28 września 2009  | Digital download | Island Records  |
| Wielka Brytania   | 22 listopada 2009 | Digital download | Mercury Records |
| Francja           | 30 listopada 2009 | CD singel        | Universal Music |
| Niemcy            | 4 grudnia 2009    | CD singel        | Universal Music |

## Listy przebojów
| Kraj              | Lista przebojów (2009)          | Pozycja |
| ----------------- | ------------------------------- | ------- |
| Australia         | ARIA Singles Chart              | 45      |
| Austria           | Singles Top 75                  | 50      |
| Brazylia          | Hot 100                         | 1       |
| Dania             | Singles Top 40                  | 14      |
| Hiszpania         | Singles Chart                   | 41      |
| Japonia           | Japan Hot 100                   | 3       |
| Kanada            | Canadian Hot 100                | 57      |
| Polska            | Polska Airplay Top 100          | 7       |
| Portugalia        | Singles Top 50                  | 22      |
| Szwajcaria        | Singles Top 100                 | 25      |
| Szwecja           | Singles Top 60                  | 20      |
| Stany Zjednoczone | Billboard Hot 100               | 60      |
| Stany Zjednoczone | Billboard Hot R&B/Hip-Hop Songs | 40      |
| Stany Zjednoczone | Billboard Hot Dance Club Play   | 2       |
| Stany Zjednoczone | Billboard Hot 100 Airplay       | 71      |
| Stany Zjednoczone | Billboard Hot Digital Songs     | 54      |
| Stany Zjednoczone | Billboard Adult Contemporary    | 10      |
| Świat             | United World Chart              | 37      |

## Sprzedaż i certyfikaty
| Kraj              | Sprzedaż          | Certyfikat |
| ----------------- | ----------------- | ---------- |
| Stany Zjednoczone | 101,429+(digital) | –          |
| Świat             | 200,000+          |            |

### United World Chart
| Pozycja (Sprzedaż tygodniowa) | 37 (67,000) | - (20,000) | - – |
| Sprzedaż całkowita            | 149,000     | 169,000    | –   |